# Lista rezervațiilor naturale din județul Giurgiu
Lista rezervațiilor naturale din județul Giurgiu cuprinde ariile protejate de interes național (rezervații naturale), aflate pe teritoriul administrativ al județului Giurgiu, declarate prin Legea Nr. 5 din 6 martie 2000 și Hotărârea de Guvern Nr.1143 din 11 octombrie 2007.

## Lista ariilor protejate
| Denumirea ariei protejate         | Cod       | Localizare | Categorie IUCN | Tip                       | Suprafață (ha) | Observații (foto)                     |
| --------------------------------- | --------- | ---------- | -------------- | ------------------------- | -------------- | ------------------------------------- |
| Ostroavele Cama - Dinu - Păsărica | RONPA0942 | Giurgiu    | IV             | avifaunistic și floristic | 2.400          | declarat prin HG 1143/2007            |
| Pădurea Oloaga - Grădinari        | RONPA0435 | Comana     | IV             | floristic                 | 248            | arie inclusă în Parcul Natural Comana |
| Pădurea Manafu                    | RONPA0437 | Ghimpați   | IV             | floristic                 | 28             |                                       |
| Pădurea Padina Tătarului          | RONPA0436 | Comana     | IV             | floristic                 | 230            | arie inclusă în Parcul Natural Comana |
| Pădurea Teșila                    | RONPA0438 | Vlașin     | IV             | forestier                 | 52,50          |                                       |